# Međunarodna organizacija rada
Međunarodna organizacija rada (International Labour Organization – ILO) specijalizirana je agencija Ujedinjenih naroda koja promovira socijalnu pravdu i međunarodno priznata ljudska i radnička prava. Osnovana je 1919. godine Poveljom iz Versaillesa i postala je prva specijalizirana agencija UN-a 1946. godine.
ILO formulira međunarodne standarde rada u obliku konvencija i preporuka koje postavljaju minimalne standarde radnog prava: slobodu udruživanja, pravo na organiziranje, kolektivno pregovaranje, ukidanje prisilnog rada, jednake šanse i jednaki tretman, te druge standarde kojima se reguliraju uvjeti u cijelom rasponu pitanja vezanih za rad.
Pruža tehničku pomoć u sljedećim područjima: strukovno obrazovanje i strukovna rehabilitacija; politika zapošljavanja; administracija rada; radno pravo i industrijski odnosi; razvijanje managementa; zadruge; socijalna sigurnost; statistika vezana uz rad, te sigurnost i zaštita na radu.
ILO promovira razvijanje neovisnih poslodavačkih i radničkih organizacija te tim organizacijama osigurava trening i savjetodavne usluge. Unutar sustava Ujedinjenih naroda, ILO je jedinstven po svojoj tripartitnoj strukturi u kojoj radnici i poslodavci sudjeluju u radu upravnih organa organizacije kao ravnopravni partneri vladama.

## Vanjske poveznice
Službena stranica Organizacije